# 野田健太郎

野田 健太郎（のだ けんたろう、1962年 - ）は、日本の経営学者。立教大学大学院ビジネスデザイン研究科・観光学部教授。日本政策投資銀行客員主任研究員。

## 略歴
神奈川県出身。
1986年慶應義塾大学法学部法律学科卒業。同年日本開発銀行入行。
1999年日本開発銀行ロサンゼルス事務所駐在員。
2009年一橋大学大学院国際企業戦略研究科修了（MBA取得）。同年日本経済研究所出向。
2013年一橋大学大学院商学研究科修了（商学博士）。同年日本政策投資銀行設備投資研究所上席主任研究員。
2014年立教大学大学院ビジネスデザイン研究科・観光学部教授。

## 著書
- 『ベンチャー育成論入門 起業家マインドの醸成に向けて』（大学教育出版，2004年）
- 『事業継続マネジメントBCMを理解する本』（日刊工業新聞社，2006年）
- 『事業継続計画による企業分析』（中央経済社，2013年）
- 『戦略的リスクマネジメントで会社を強くする』（中央経済社，2017年）